# Dièneces
Dièneces (en grec antic Διηνέκης "Diēnékēs") va ser un militar espartà considerat el grec més destacat a la Batalla de les Termòpiles.
Segons diu Heròdot, Dièneces va pronunciar, abans d'iniciar-se la batalla contra els perses, i quan va sentir a un traquini que quan els bàrbars disparessin els seus arcs taparien el sol, per la gran quantitat de fletxes llançades, sense immutar-se ni donar cap importància al gran nombre d'enemics, va contestar dient que aquella notícia era realment bona, ja que si els perses tapaven el sol, combatrien a l'enemic a l'ombra. Aquesta frase i d'altres de semblants són, segons es diu, mostres de la seva personalitat.